# Suchoj
Suchoj (ryska: Сухой, engelska: Sukhoi) är en rysk flygplanstillverkare. Suchoj är mest känt för sina stridsflygplan, men man tillverkar också civila flygplan för kommersiell luftfart. Företaget grundades 1939 av Pavel Sukhoi och har sitt huvudkontor i Moskva, Ryssland.

## Urval av flygplansmodeller tillverkade av Suchoj
- Suchoj MS-21

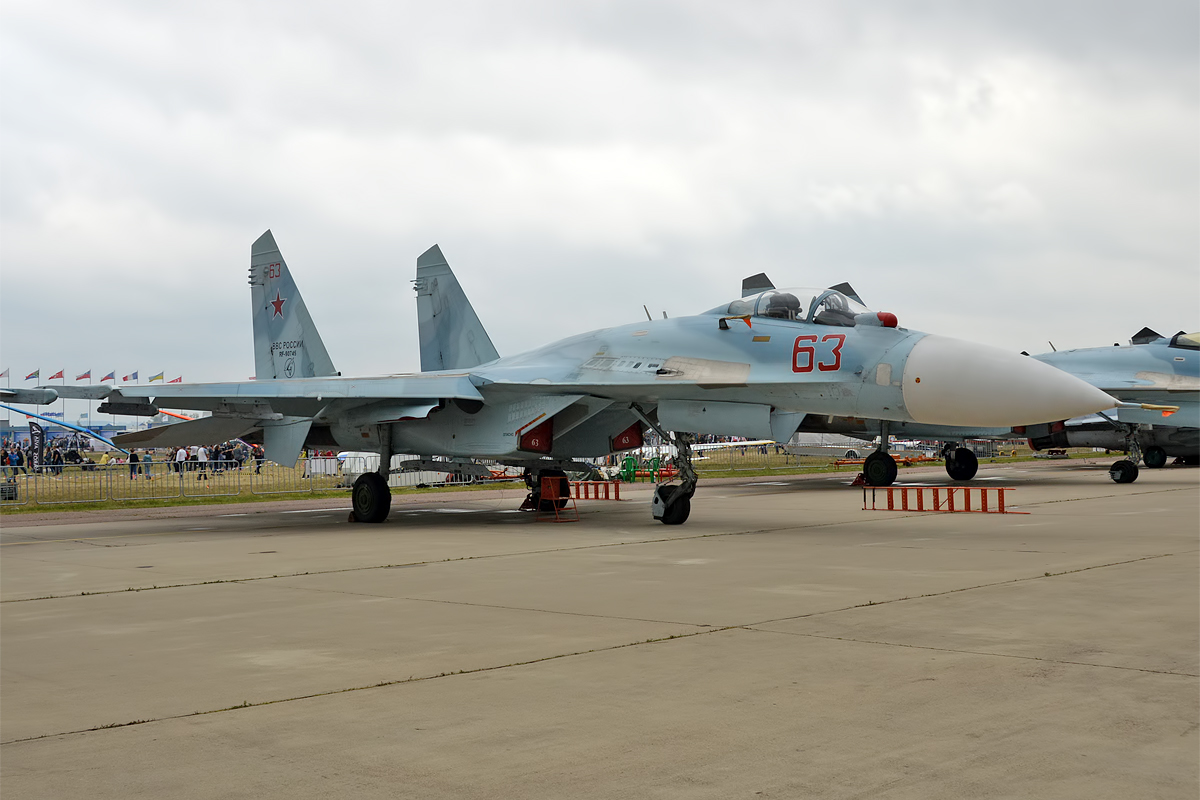
Suchoj Su-27.

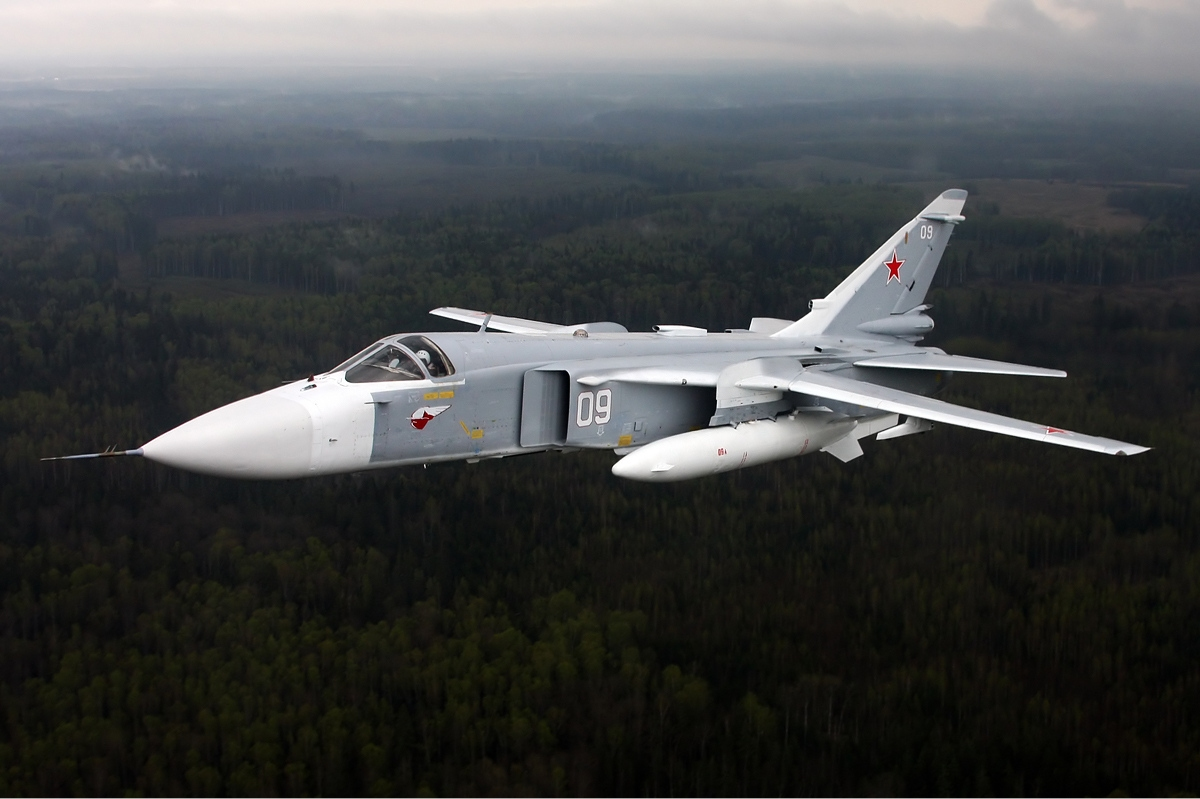
Suchoj Su-24.

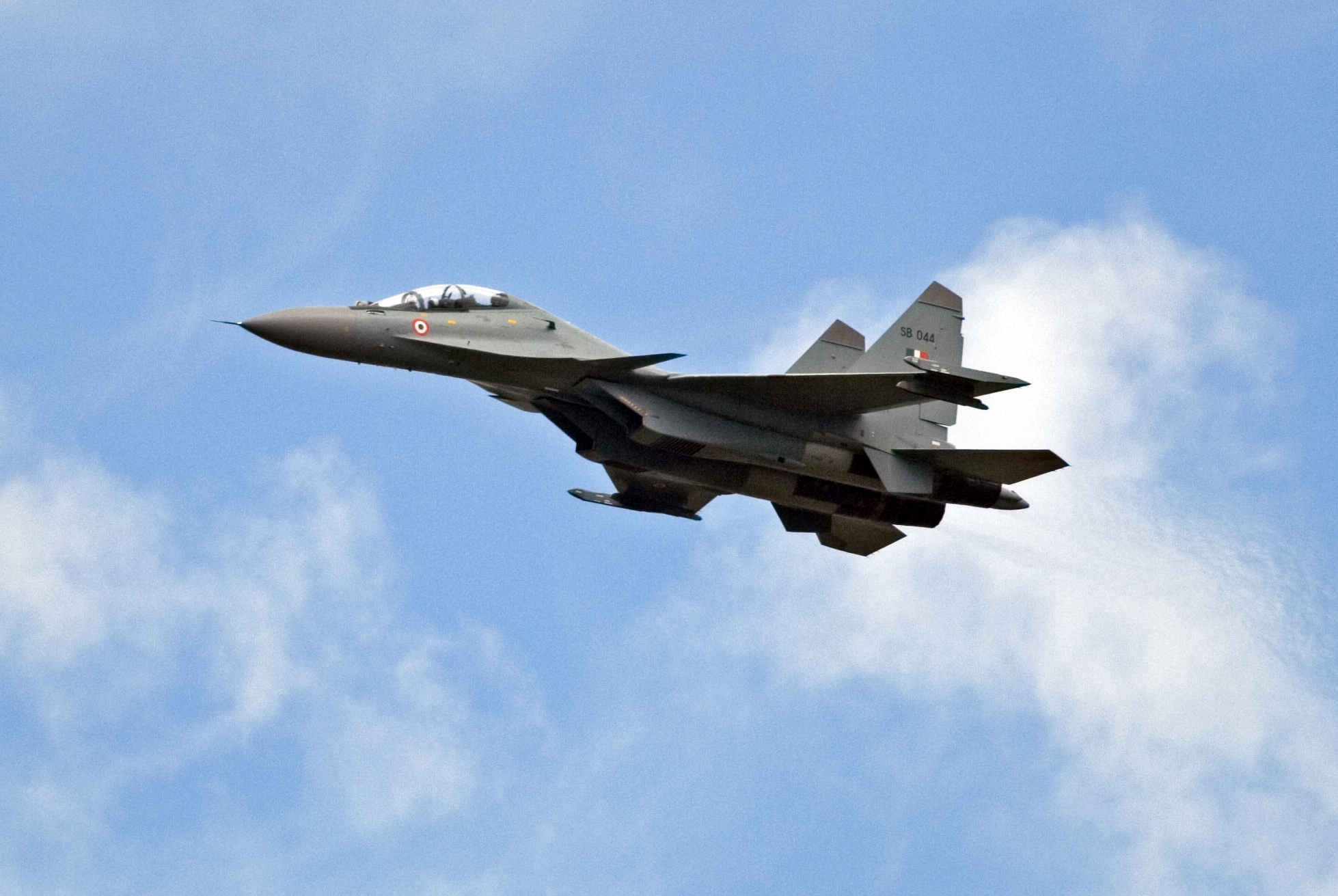
Suchoj Su-30.

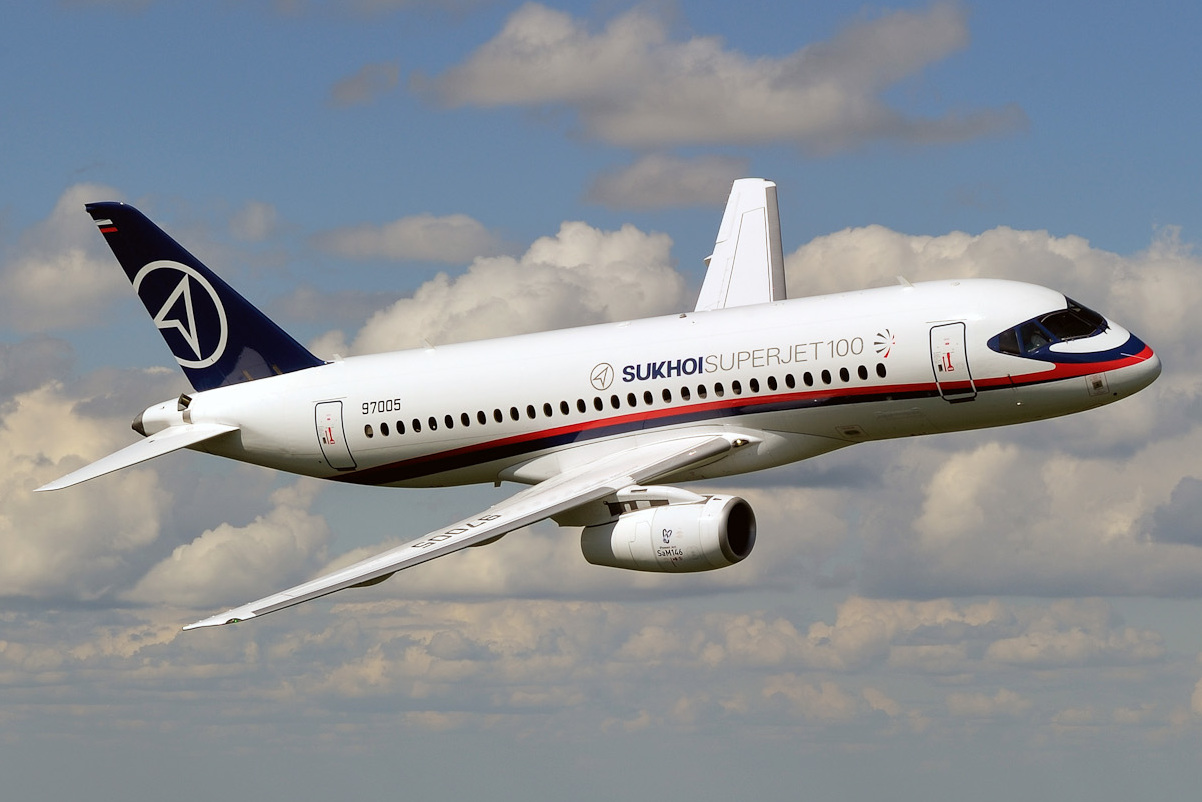
Suchoj Superjet 100.

- Suchoj Su-2 spaningsflygplan, lätt bombplan (1937–1942)
- Suchoj Su-6 attackplan (1941–1942)
- Suchoj Su-7 attackplan (1957–1972)
- Suchoj Su-9 jaktplan (1959–1960-talet)
- Suchoj Su-11 jaktplan (1962–1965)
- Suchoj Su-15 jaktplan (1965–1979)
- Suchoj Su-17 attackplan (1969–1990)
- Suchoj Su-24 attackplan (1967–1993)
- Suchoj Su-25 attackplan (1978–nutid)
- Suchoj Su-26 konstflygning (1984–nutid)
- Suchoj Su-27 jaktplan (1982–nutid)
- Suchoj Su-30 jakt/attackplan (1992–nutid)
- Suchoj Su-31 konstflygning (1992–nutid)
- Suchoj Su-32 jaktbombflygplan (2006–nutid)
- Suchoj Su-33 jaktplan (1987–1999)
- Suchoj Su-34 jakt/attackplan (2006–nutid)
- Suchoj Su-35 jaktplan (2007–nutid)
- Suchoj Su-37 jaktplan (1996–??)
- Suchoj Su-47 experimentplan (1997)
- Suchoj Su-57 (PAK-FA) jaktplan med stealth-teknik (producerat 2009-nutid)
- Suchoj S-70 Ochotnik-B stridsdrönare, attackplan
- Suchoj Su-80 litet civilt transportplan (2001–nutid)
- Suchoj Superjet 100 medelstort civilt passagerarplan (2007–nutid)